# Death Stranding
Death Stranding is een actie-avonturenspel ontwikkeld door Kojima Productions. Het is het eerste computerspel van regisseur Hideo Kojima en Kojima Productions na hun scheiding van Konami in 2015. Het spel werd voor de PlayStation 4 uitgebracht door Sony Interactive Entertainment op 8 november 2019, en is uitgekomen voor Windows op 14 juli 2020. In 2021 verscheen de Director's Cut-versie op PlayStation 5 en op 30 maart 2022 voor Windows. In 2024 kwam deze versie eveneens uit voor iOS en macOS. 

## Plot
Het spel speelt zich af in de Verenigde Staten tijdens de nasleep van een catastrofale gebeurtenis, die ervoor zorgde dat destructieve wezens uit een rijk tussen leven en dood op aarde rondzwierven. Het verhaal volgt Sam Bridges (gespeeld door Norman Reedus), een koerier die voorraden moet leveren aan de opgebroken en geïsoleerde overgebleven kolonies, om ze opnieuw te verbinden via een draadloos communicatienetwerk.

## Gameplay
Death Stranding is een actie-avonturenspel dat zich afspeelt in een open wereld en ook asynchrone online functies bevat. Kojima vergeleek het spelgenre met zijn eerdere game Metal Gear Solid.
De speler bestuurt Sam Bridges, een koerier voor het bedrijf Bridges. De speler moet goederen leveren aan verschillende geïsoleerde steden die bekend staan als KNOT's, en deze ook zien te verbinden met een communicatiesysteem dat bekend staat als het Chiral Network. De speler wordt beoordeeld door het bedrijf en de ontvangers op basis van hun prestaties.  Deze verdiensten worden op hun beurt gebruikt om de vaardigheden van de speler te verbeteren (zoals stabiliteit en gewichtscapaciteit) en zo hun rangorde te vergroten met individuele locaties en personages (die de beloningen kunnen verhogen).
De belangrijkste vijanden van de speler zijn buitenaardse wezens die bekend staan als "beached things" (BT's), evenals MULE - een cultus van malafide, bandietachtige koeriers beïnvloed door een obsessie voor goederen, ze proberen leveringen te stelen zodat ze de goederen later zelf kunnen doorverkopen. BT's worden omringd door een regen die bekend staat als "timefall", die het pantser en de lading van de speler beschadigt door hun achteruitgang te versnellen.  BT's zijn normaal gesproken onzichtbaar, maar Sam's pak is uitgerust met een robotsensor die naar BT's wijst waar hij zich in de buurt van bevindt, en de speler kan het gebied vervolgens scannen om ze te onthullen.
Omdat Sam een repatriant is, wordt hij meegenomen naar een onderwaterwereld die bekend staat als de "Seam" zodra hij wordt gedood. Sam kan terugkeren door terug te zwemmen naar zijn lichaam om zichzelf te doen herleven. Gedood en opgegeten worden door een BT resulteert echter in een vernietigende explosie, die de locatie van de dood permanent beschadigt met een ontoegankelijke krater.
Naarmate spelers het bereik van het Chiral Network uitbreiden, hebben ze toegang tot plattegronden van gebieden en kunnen ze blauwdrukken gebruiken om verbruiksartikelen en -structuren te produceren met de Portable Chiral Constructor (PCC, een apparaat vergelijkbaar met een 3D-printer), inclusief touwen, bruggen en generatoren voor stroomvoorziening die worden gebruikt voor het opladen van apparatuur op batterijen. Het netwerk wordt ook gebruikt als basis voor de online functionaliteit van het spel, waar spelers voorraden, gebouwen en berichten kunnen achterlaten die door andere spelers kunnen worden bekeken en gebruikt, hoewel deze gebouwen na verloop van tijd door Timefall worden vernietigd. De speler kan ook door andere spelers verloren vracht ophalen om hun levering te voltooien. De speler komt geen andere spelers tegen in de spelwereld.

## Ontwikkeling
Naast Norman Reedus spelen in het spel ook acteurs Mads Mikkelsen, Léa Seydoux, Margaret Qualley, Troy Baker, Tommie Earl Jenkins, Guillermo del Toro, Nicolas Winding Refn en Lindsay Wagner een bijrol. De acteurs zijn door middel van fotogrammetrie en motion capture in het spel verwerkt.
Volgens Kojima verwijst de titel van het spel naar het fenomeen van walvisstrandingen.
Guerrilla Games werkte mee aan de ontwikkeling van het spel met hun Decima-engine.

## Ontvangst
| Recensiescore             | Recensiescore             |
| Recensieverzamelaar       | Score                     |
| ------------------------- | ------------------------- |
| Metacritic                | 82%                       |
| Publicist                 | Score                     |
| Destructoid               | 8                         |
| Electronic Gaming Monthly | 5                         |
| Famitsu                   | 40/40                     |
| Game Informer             | 7                         |
| Gamer.nl                  | 9,5/10                    |
| GameSpot                  | 9                         |
| GamesRadar+               | 4,5/5                     |
| Giant Bomb                | 2/5                       |
| IGN                       | 6,8                       |
| InsideGamer               | 10/10                     |
| Power Unlimited           | (PS4) 90/100 (PS5) 83/100 |
| Tweakers                  | (PS4) 9/10 (pc) 9/10      |
| FOK!                      | 9/10                      |

Het spel werd door critici geprezen omdat het een type computerspel is dat men nog niet eerder zag.
De trailer van Death Stranding eindigde in de top tien van meest bekeken computerspeltrailers op YouTube, met ruim 6,1 miljoen weergaven.
Na publicatie ontving het spel positieve recensies. Men prees het unieke concept, graphics en de stemacteurs, maar kritiek was er op een frustrerend langzaam tempo in het spel. Het spel zou volgens een recensent van Polygon voornamelijk bestaan uit speurtochten om pakketjes op te halen, maar voelde als twee spellen in een, bedoeld voor een geheel ander soort publiek.
Op aggregatiewebsite Metacritic heeft het spel een verzamelde score van 82%.